# Semacode

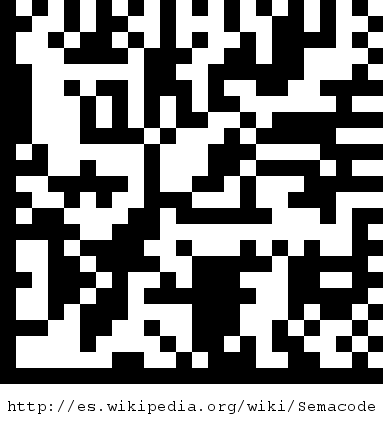
Etiqueta Semacode del URL de Wikipedia en español sobre Semacode (Véase recursividad)

Semacode es una compañía de software ubicada en Waterloo, Ontario (Canadá). También es el nombre comercial de los símbolos de una matriz de datos ISO/IEC 16022 que codifica direcciones URL de Internet. Su diseño está principalmente orientado para ser usado con teléfonos móviles dotados de cámara.
Mediante un kit de desarrollo para Semacode es posible convertir una URL convencional en un código de barras bidimensional, que se asemejará a un crucigrama. A estos códigos se los conoce como tag (etiqueta). Gracias a las cámaras de los teléfonos, es muy sencillo capturar estas etiquetas, que son decodificadas para obtener una dirección de web a la que poder acceder a través del navegador del teléfono móvil.
En el sitio web de Semacode se dice que estas etiquetas son un sistema abierto y que su creación no está para nada restringida, por lo que además, las herramientas para crear estas etiquetas son completamente gratis si no tienen fines comerciales.
El uso potencial para las etiquetas Semacode aún está en desarrollo, y servirá como complemento en el uso de la telefonía móvil al servir de sistema de recolección e intercambio de información. Algunas de las sugerencias que Semacode presenta en su página son:
- ubicar etiquetas Semacode en carteles, como por ejemplo, para un concierto o cualquier espectáculo público, de modo que los interesados puedan, a través de su teléfono, tomar una foto de la etiqueta y acceder al sitio web del evento, con información sobre el mismo y la venta de entradas.

- usar las etiquetas Semacode para permitir exhibiciones plurilingües en museos. Fotografiando la etiqueta correspondiente a nuestro idioma al inicio de la exposición establecemos una cookie en el navegador del teléfono, de manera que las siguientes etiquetas mostrarán la información del objeto expuesto en el idioma que hayamos seleccionado.

- usar las etiquetas Semacode en las credenciales de los invitados a una conferencia, haciendo referencia a la página web de la empresa que representen, o a un perfil sobre el sujeto en la web del organizador.